# Liste der Kulturdenkmale in Omsewitz
Die Liste der Kulturdenkmale in Omsewitz umfasst jegliche Kulturdenkmale der Dresdner Gemarkung Omsewitz basierend auf dem Themenstadtplan Dresden.

## Legende
- Bild: Bild des Kulturdenkmals, ggf. zusätzlich mit einem Link zu weiteren Fotos des Kulturdenkmals im Medienarchiv Wikimedia Commons. Wenn man auf das Kamerasymbol klickt, können Fotos zu Kulturdenkmalen aus dieser Liste hochgeladen werden:
- Bezeichnung: Denkmalgeschützte Objekte und ggf. Bauwerksname des Kulturdenkmals
- Lage: Straßenname und Hausnummer oder Flurstücknummer des Kulturdenkmals. Die Grundsortierung der Liste erfolgt nach dieser Adresse. Der Link (Karte) führt zu verschiedenen Kartendiensten mit der Position des Kulturdenkmals. Fehlt dieser Link, wurden die Koordinaten noch nicht eingetragen. Sind diese bekannt, können sie über ein Tool mit einer Kartenansicht einfach nachgetragen werden. In dieser Kartenansicht sind Kulturdenkmale ohne Koordinaten mit einem roten bzw. orangen Marker dargestellt und können durch Verschieben auf die richtige Position in der Karte mit Koordinaten versehen werden. Kulturdenkmale ohne Bild sind an einem blauen bzw. roten Marker erkennbar.
- Datierung: Baubeginn, Fertigstellung, Datum der Erstnennung oder grobe zeitliche Einordnung entsprechend des Eintrags in der sächsischen Denkmaldatenbank
- Beschreibung: Kurzcharakteristik des Kulturdenkmals entsprechend des Eintrags in der sächsischen Denkmaldatenbank, ggf. ergänzt durch die dort nur selten veröffentlichten Erfassungstexte oder zusätzliche Informationen
- ID: Vom Landesamt für Denkmalpflege Sachsen vergebene, das Kulturdenkmal eindeutig identifizierende Objekt-Nummer. Der Link führt zum PDF-Denkmaldokument des Landesamtes für Denkmalpflege Sachsen. Bei ehemaligen Kulturdenkmalen können die Objektnummern unbekannt sein und deshalb fehlen bzw. die Links von aus der Datenbank entfernten Objektnummern ins Leere führen. Ein ggf. vorhandenes Icon  führt zu den Angaben des Kulturdenkmals bei Wikidata.

## Liste der Kulturdenkmale in Omsewitz
| Bild           | Bezeichnung | Lage                        | Datierung                                                     | Beschreibung | ID       |
| -------------- | --- | --------------------------- | ------------------------------------------------------------- | --- | -------- |
|                | Wohnstallhaus, Seitengebäude und Tor eines Dreiseithofes | Altburgstädtel 7 (Karte)    | 17./18. Jh. (Wohnstallhaus), um 1600 (Sitznischenportal)      | ehemaliges Dorf Burgstädtel, markantes ländliches Anwesen, Hauptgebäude zur Hofseite mit Sitznischenportal, im Innern über Stützen gewölbter Stalltrakt, Anlage erinnert an die einst ländlich geprägte Umgebung, baugeschichtlich und ortsgeschichtlich bedeutend | 09210814 |
|                | Wohnstallhaus, zwei Seitengebäude, Scheune, Toreinfahrt und Einfriedungsmauer eines Vierseithofes                                                                     | Altburgstädtel 18 (Karte)   | 2. Hälfte 18. Jh. (Wohnstallhaus), bezeichnet 1774 (Scheune)  | weitgehend authentisches bäuerliches Anwesen, als Zeugnis ländlicher Architektur und Volksbauweise baugeschichtlich und ortsgeschichtlich von Bedeutung | 09210815 |
|                | Wohnstallhaus, Seitengebäude, Scheune und Toranlage eines Dreiseithofes                                                                                               | Altomsewitz 2 (Karte)       | bezeichnet 1783 (Wohnstallhaus)                               | bäuerliches Anwesen von 1783, als Zeugnis ländlicher Architektur und Volksbauweise baugeschichtlich und ortsgeschichtlich von Bedeutung | 09210811 |
|                | Wohnstallhaus, Toranlage mit Pforte und Einfriedung bzw. Stützmauer eines ehemaligen Dreiseithofes                                                                    | Altomsewitz 7 (Karte)       | bezeichnet 1841 (Wohnstallhaus)                               | bäuerliches Anwesen von 1841, als Zeugnis ländlicher Architektur und Volksbauweise baugeschichtlich und ortsgeschichtlich von Bedeutung | 09210805 |
|                | Wohnhaus und Stützmauer eines ehemaligen Bauernhofes | Altomsewitz 9 (Karte)       | um 1790 (Bauernhaus)                                          | markanter ländlicher Bau mit Fachwerkobergeschoss, als Zeugnis ländlicher Architektur und Volksbauweise baugeschichtlich und ortsgeschichtlich von Bedeutung | 09210809 |
|                | Wohnstallhaus (mit Anbau), Seitengebäude, Toranlage und Einfriedungsmauer eines Vierseithofes                                                                         | Altomsewitz 11 (Karte)      | bezeichnet 1768 (Wohnstallhaus), 1795 (Torbogen)              | beeindruckende Bauten eines Bauernhofes aus dem 18. und 19. Jahrhundert, die Obergeschosse zumeist aus Fachwerk, als Zeugnis ländlicher Architektur und Volksbauweise baugeschichtlich und ortsgeschichtlich von Bedeutung                                         | 09210813 |
|                | Wohnhaus in offener Bebauung | Altomsewitz 12 (Karte)      | 1. H. 19. Jh. (Wohnhaus)                                      | Fachwerkhaus aus der ersten Hälfte des 19. Jh., als Zeugnis ländlicher Architektur und Volksbauweise baugeschichtlich und ortsgeschichtlich von Bedeutung | 09210808 |
|                | Wohnstallhaus mit straßenseitiger Mauer einschließlich Toranlage und Vorgarteneinfriedung (aus Sandsteinpfeiler, Klinkersockel und Zaun) eines ehemaligen Bauernhofes | Altomsewitz 16 (Karte)      | Mitte 19. Jh. (Wohnstallhaus), bezeichnet 1787 (Schlussstein) | markantes Anwesen, als Zeugnis ländlicher Architektur und Volksbauweise baugeschichtlich und ortsgeschichtlich von Bedeutung | 09210810 |
|                | Wohnhaus mit angebautem Stall- und Remisengebäude sowie freistehendem Seitengebäude eines Bauernhofes                                                                 | Altomsewitz 18 (Karte)      | 1. H. 19. Jh. (Bauernhaus)                                    | bäuerliches Anwesen aus der ersten Hälfte des 19. Jh., als Zeugnis ländlicher Architektur und Volksbauweise baugeschichtlich und ortsgeschichtlich von Bedeutung                                                                                                   | 09210812 |
|                | Mietshaus in offener Bebauung | Freiheit 25 (Karte)         | um 1895 (Mietshaus)                                           | historisierender, zeittypischer Wohnbau mit Klinkerfassade, baugeschichtlich und stadtentwicklungsgeschichtlich von Bedeutung | 09210820 |
|                | Mietshaus in offener Bebauung und Teile der Einfriedung | Freiheit 35 (Karte)         | bezeichnet 1899 (Mietshaus)                                   | historisierender, zeittypischer Wohnbau mit Klinkerfassade und Mittelrisalit, baugeschichtlich und stadtentwicklungsgeschichtlich von Bedeutung | 09210819 |
| Weitere Bilder | Friedhof Cotta: Feierhalle, Einfriedung und Toranlage, Kriegerdenkmal in Form eines großen Grabkreuzes und einzelne Gräber auf dem Cottaer Friedhof                   | Gorbitzer Straße 6 (Karte)  | um 1900 (Feierhalle), 1914–1918 (Kriegerdenkmal 1. Weltkrieg) | baugeschichtlich und ortsgeschichtlich bedeutend | 09210821 |
|                | Stütz- und Begrenzungsmauern | Kümmelschänkenweg 2 (Karte) | 18. oder 19. Jh. (Stützmauer)                                 | im Dorfkern von Omsewitz, als Zeugnis der historischen Dorfstrukturen von Omsewitz baugeschichtlich und ortsgeschichtlich von Bedeutung | 09219003 |
|                | Mietvilla mit Einfriedung | Warthaer Straße 81 (Karte)  | um 1900 (Mietvilla)                                           | historisierender zeittypischer Mietvillenbau mit Klinkerfassade und dominierendem Mittelrisalit, baugeschichtlich und stadtentwicklungsgeschichtlich von Bedeutung                                                                                                 | 09210818 |
|                | Mietvilla mit Einfriedung | Warthaer Straße 87 (Karte)  | bezeichnet 1897 (Mietvilla)                                   | historisierender, zeittypischer Wohnbau von 1897 mit Klinkerfassade und Mittelrisalit, baugeschichtlich und stadtentwicklungsgeschichtlich von Bedeutung | 09210817 |